# Lijst van artiesten en bands in de elektronische muziek
Elektronische muziek bestaat uit een aantal subgenres met bijvoorbeeld ambient, synthpop en newagemuziek. De muziek is vaak synthesizer- en keyboardgeoriënteerd. Onderstaande is een overzicht van een aantal artiesten en bands die in meerdere subgenres kunnen voorkomen.

## Subgenres

### Ambient
- Brian Eno, Brits muzikant, producer
- Roger Eno, Brits muzikant, 'broer van Brian', pianoleraar
- Harold Budd, Amerikaans toetsenist

### Avantgarde
- Aphex Twin, Brits producer van elektronische muziek (ambient/IDM)
- POW Ensemble, Nederlands ensemble voor elektronische muziek
- Wendy Carlos, Amerikaans muzikant(e)
- Pan Daijing, Chinees muzikante

### Electropop of technopop
- Aavikko, een Finse synthpopband
- Daft Punk, een Franse groep
- Depeche Mode, een Britse popband (new wave)
- Mesh, een Britse synthpopband
- Erasure, een Britse elektronische-popgroep
- Gary Numan, Brits muzikant (elektropop)
- Giorgio Moroder, Italiaans discoproducer en componist
- Modern Talking, een Duitse popband
- The Human League, een Britse synthpopgroep
- Orchestral Manoeuvres in the Dark, een Britse popband
- Owl City, een Amerikaanse elektropopgroep
- Pet Shop Boys, een Britse popband
- Schiller, een Duits muziekproject
- Ultravox, een Britse elektronische-popgroep
- Yello, een Zwitserse elektropopgroep
- Xymox, een Nederlandse elektrowaveband
- Billie Eilish, Amerikaans zangeres

### Krautrock
- Amon Düül
- Ash Ra Tempel, een Duitse krautrockband
- Can
- Faust
- Kraftwerk, een groep Duitse muzikanten
- Neu!,
- Popol Vuh
- Tangerine Dream, een groep Duitse muzikanten
  - Christopher Franke
  - Edgar Froese
  - Klaus Schulze

### New age
- Ad Visser, Nederlands presentator-muzikant
- Char-El, Amerikaans muzikant
- Constance Demby, Amerikaans zangeres
- Deep Forest, een Frans muziekduo
- Gabrielle Roth, Amerikaans muzikante
- Gandalf, Oostenrijks multi-instrumentalist
- Isao Tomita, Japans muzikant
- Jean-Michel Jarre, Frans muzikant
- Kitaro, Japans muzikant
- Mike Oldfield, Brits multi-instrumentalist
- Rick Wakeman, een van de bandleden van Yes
- Ryuichi Sakamoto, Japans muzikant
- Steve Reich, Amerikaans muzikant
- Vangelis, Grieks muzikant
- Yellow Magic Orchestra, een Japanse band

### New beat
- Confetti's, een Belgische groep
- Lords of Acid, een Belgische groep
- Praga Khan, Belgisch artiest
- Technotronic, een Belgische groep
- 2 Fabiola, een Belgische groep

### Elektropunk (punkfunk)
- Goose
- LCD Soundsystem
- MeloManics
- Soulwax
- The Prodigy

### EBM (Electronic Body Music)
- Apoptygma Berzerk, een Noorse band
- Deutsch-Amerikanische Freundschaft, een Duitse band
- Front 242, een Belgische band
- Nitzer Ebb, een Britse band

### Berlijnse school
- Gert Emmens, Nederlands muzikant
- Ron Boots, Nederlands muzikant

## Overige (nog in te delen)
- Air, een Frans duo
- Alan Parsons, Brits muzikant-producent
- Anne Clark, Brits dichteres
- Art of Noise, the, een groep Britse muzikanten
  - Anne Dudley
  - Trevor Horn
- Bradley Joseph, Amerikaans muzikant
- Dan Lacksman, Belgisch muzikant
- Divine, Amerikaans zanger en acteur/dragqueen
- Eberhard Schoener, Duits muzikant
- Erez Yaary, Israëlisch muzikant
- Frank Dorittke met F.D. Project
- Funckarma, een Nederlands duo
- Future World Orchestra, een Nederlandse band
- Hiroyuki Fujikake, winnaar van de grote prijs van de Koningin Elisabethwedstrijd in België voor het symfonische werk "The Rope Crest" in 1977
- Jan Hammer, Amerikaans muzikant
- Johannes Schmoelling
- Jon & Vangelis, een samenwerkingsverband tussen Jon Anderson van Yes en Vangelis
- Karl Bartos, Duits muzikant, voormalig lid van Kraftwerk
- Larry Fast (Synergy), Amerikaans muzikant
- Laurie Anderson, Amerikaans artieste
- Maarten van der Vleuten, Nederlands muzikant
- Manuel Göttsching, Duits muzikant
- Marc Moulin, Belgisch muzikant
- Morpheusz, een band met Frank Dorittke en Ron Boots
- Nova, een Nederlandse synthesizerband
- Peru, een Nederlandse synthesizerband (vervolg van Nova)
- Radio Massacre International, een Britse band
- Redshift, een Britse band
- Rogue Element, een Britse band
- Röyksopp, een Noorse band
- Rick van der Linden, Nederlands muzikant
- Sparks, een Amerikaanse groep
- Stephen Parsick, Duits muzikant, eerder lid van 'ramp
- Synth.nl
- Telex, een Belgische groep
- Thomas Dolby, Brits muzikant
- Tom Dissevelt, Nederlands componist en musicus
- Tonto's Expanding Head Band, een Brits duo
- Under the Dome
- Vince Clarke, Brits muzikant
- White Noise, een Britse elektronische-muziekgroep
- VNV Nation, een Brits-Ierse groep
- Volt
- Wolfgang Flür, Duits muzikant